# Io e il duce
Io e il duce è un film per la televisione del 1985 diretto da Alberto Negrin. Basato in buona parte sul diario di Galeazzo Ciano, narra il non sempre facile rapporto tra lui e Mussolini. In particolare il film narra gli ultimi anni del regime dopo lo scoppio della seconda guerra mondiale.

## Trama
A partire dall'agosto 1939 Ciano divenne contrario alle mire espansionistiche del Terzo Reich e cercò sempre di trascinare il suocero fuori dall'influenza germanica, di cui invece Mussolini era succube. Questa avversione costò in ultimo a Ciano il plotone di esecuzione di Verona: Mussolini, pur esitante, fece fucilare il proprio genero.
Eppure dal 1º settembre 1939 al 10 giugno 1940 Mussolini ascoltò Ciano, optando per il non ingresso in guerra dell'Italia: addirittura, fece ciò anche dopo che l'iniziale dichiarazione di guerra era già stata spedita all'ambasciatore italiano a Berlino Attolico i primi giorni di quel settembre 1939. I due si misero a tavolino e fecero rientrare il documento a Roma e inoltrarono al Führer una richiesta di aiuti per permettere l'ingresso dell'Italia in guerra: questa richiesta era "capace di stendere un toro", come annota Ciano nel suo diario. Hitler impallidì e a richiesta di Mussolini preparò una dichiarazione in cui affermava di non aver bisogno dell'Italia in questo intervento armato. Inoltre il dittatore italiano coniò lo stato di "non-belligeranza" per dire che in futuro la guerra non era comunque esclusa. E per 10 mesi l'Italia rimase fuori dal conflitto.
In seguito però la situazione sembrava volgere positivamente per la Germania, vincitrice su tutti i fronti: il prestigio mondiale di Hitler, a quel punto, surclassò di parecchio quello di Mussolini, ridotto nell'ombra dal potente alleato. La Francia era caduta e l'Inghilterra umiliata. Apparve naturale che Mussolini fosse infuriato con chi lo aveva consigliato di restarne fuori, in primis Ciano. Il 10 giugno 1940 il Duce si affrettò a dichiarare guerra "contro le plutocrazie democratiche e reazionarie dell'occidente", per avere un posto a sedere al tavolo della pace. Ciano ascolta il discorso dalla radio, è triste e invoca Dio affinché salvi l'Italia. Da qui i rapporti col suocero si inaspriscono e non sono più quelli di un tempo. Sempre sul suo diario, Ciano scrive che anche se i nemici avessero dato a Mussolini il doppio di quello che reclamava, egli sarebbe entrato in guerra ugualmente per assecondare l'alleato teutonico e il suo spirito guerrafondaio.
La guerra fu un disastro e nel 1943 Mussolini cambia il governo e sostituisce Ciano, che sceglie di andare a fare l'ambasciatore in Vaticano. Ciò fu un'ulteriore umiliazione per Ciano, che ormai vedeva sorpassato e declassato il suocero, non considerandolo più quel "dio in terra" per il quale stravedeva. Questo rancore sfocerà nel voto contrario di Ciano contro Mussolini al Gran consiglio del 25 luglio 1943. La guerra era persa, la Sicilia era stata invasa dagli Alleati e Roma bombardata: il capo del fascismo venne quindi costretto ad accettare la richiesta di convocazione del Consiglio per fare il punto della situazione. In realtà era un colpo di Stato già pianificato. Si trattava di votare sfiducia a Mussolini tramite l'ordine del giorno Grandi e togliergli il comando di tutte le forze armate per riaffidarlo al re.
Ciò avrebbe comportato, nei calcoli di altri gerarchi cospiratori, ma non di Ciano, le dimissioni dell'irresoluto Mussolini e la sua sostituzione con un nuovo capo del fascismo in grado di operare lo sganciamento dalla Germania. In realtà il sovrano Vittorio Emanuele III di Savoia, d'accordo con il maresciallo Pietro Badoglio, ha già pronto un altro scenario, che prevede l'arresto di Mussolini e la nomina di Badoglio capo del governo. Alla diramazione radiofonica delle "dimissioni del cavalier Benito Mussolini" il popolo fa il resto: esplode in una reazione antifascista da sommossa, distruggendo sedi, stemmi, caserme e statue del regime, addirittura attuando la "caccia al fascista". Il fascismo finisce qui e per sempre: Hitler dirà, in un colloquio con Mussolini: "Cos'è dunque questo fascismo che si è sciolto come neve al sole?".
Ciano è distrutto e in preda a rimorsi lancinanti; ora si ritrova chiuso nella sua casa di via Angelo Secchi ai Parioli a Roma. Alla vista del regime crollato e il suocero arrestato vuole suicidarsi; addirittura prega la moglie Edda di sparagli. Mussolini viene portato via in un posto segreto: c'è chi lo sente imprecare: "Ah! Il quarantenne!" riferendosi a Ciano. I due si rincontreranno in Germania nella sontuosa residenza che Hitler ha messo a disposizione per il Duce dopo la sua liberazione dal Gran Sasso. Mussolini a cena con tutta la famiglia riunita perdona Ciano in lacrime per l'occasione. Ciano doveva andare in Spagna ma i tedeschi lo avevano dirottano in Germania: l'ombra della vendetta di Hitler si allunga su di lui.
Goebbels lo chiama "fungo velenoso da estirpare". Hitler fa chiaramente intendere a Mussolini di arrestare e condannare i traditori del Gran consiglio. Lui obbedisce e fa arrestare i gerarchi traditori che ancora non sono scappati (Ciano è tra loro), che vengono tradotti poi nel Carcere degli Scalzi, un ex convento di frati a Verona. Non importa che abbia già perdonato Ciano: quest'ultimo e i suoi camerati reclusi si chiamano tra di loro ironicamente "fraticelli". Ciano è segretamente scaramantico come il suocero e la cella numero 27 che gli viene assegnata ha un numero sinistro che non gli piace: secondo la numerologia vuole dire morte. Incredibilmente da qui riesce a tenere contatti epistolari persino con Winston Churchill, il re Vittorio Emanuele III e l'amante del Duce Clara Petacci la quale, nonostante gli attriti del passato, ha per lui parole di conforto e pregherà Mussolini di salvarlo ma inutilmente: "Ben salva quell'uomo!" gli ripeterà più volte.

## Premesse storiche
Gian Galeazzo Ciano aveva sposato la figlia del Duce, Edda, chiamata affettuosamente in famiglia "la Deda" o più verosimilmente "l'Aquilaccia" per il suo carattere ostinato e diretto. Edda fumava, beveva e giocava d'azzardo, dilapidando ingenti somme; di certo non accettava ruoli da dama di compagnia o da femmina sottomessa. Ciano saldava regolarmente i debiti di gioco: i due si amavano ma con il tempo il rapporto si deteriorò, ciò anche per i continui tradimenti di Ciano con donne aristocratiche ma anche popolari come la figlia del mugnaio di Ostia antica.
E questo già dai primi tempi della Cina dove la coppia era andata a vivere subito dopo il matrimonio; si vociferò di una relazione tra Ciano e Wallis Simpson, la futura moglie di Edoardo VIII, il re del Regno Unito che per lei abdicò; la relazione pare che finì con un aborto clandestino. Mussolini giudicava queste scappatelle di Ciano ovvie per un uomo sposato e in silenzio le giustificava; anche lui regolarmente e per vent'anni a Palazzo Venezia, tra un'udienza e l'altra, fruiva di avventure sbrigative con giunoniche donne che la questura gli reclutava: a detta del suo cameriere personale Quinto Navarra neanche si toglieva i pantaloni della divisa. Non così per donna Rachele che, vedendo la figlia Edda in lacrime per i tradimenti del marito, appioppò un sonoro schiaffo in pieno viso al genero che se lo prese "diplomaticamente"; Rachele evidentemente ancora non sapeva di Claretta e della furia motoria sessuale del marito.
Il matrimonio di Galeazzo ed Edda era naufragato da tempo ma nell'olimpo gerarchico e politico era impossibile separarsi, quindi le apparenze dovevano rimanere in linea con la morale del matrimonio di quei tempi mentre i due, invece, si tradivano costantemente e reciprocamente. Edda e Galeazzo erano irreprensibili nelle apparizioni ufficiali della coppia, non molte per la verità. L'importante era salvare la facciata. Ma con l'arresto di Ciano tutto cambiò. Edda si mise per lui di traverso, lottò come una leonessa a cui avevano strappato il piccolo, per salvare il marito contro tutto e contro tutti: l'antico amore si riaccese ed esplose inarrestabile.
È in quei momenti di pericolo supremo che si riscopre la realtà di un sentimento che sembrava per sempre sopito. La guerra era persa e di lì a pochi mesi sarebbe finita e i maggiori gerarchi nazisti volevano mettere le mani sui diari di Ciano e per cancellare prove compromettenti che li coinvolgevano nelle responsabilità della guerra o trovare eventuali escamotage per i loro comportamenti, quindi i Diari diventavano merce di scambio per la vita di Galeazzo. Joachim von Ribbentrop, Ernst Kaltenbrunner e lo stesso Heinrich Himmler allungavano gli occhi su quei Diari.
Si combinò un piano per liberare Ciano dagli Scalzi in cambio dei suoi diari e l'autorevole Edda Ciano Mussolini era l'intermediaria con le alte gerarchie naziste. Nel frattempo Ciano si è fatto installare nella sua cella una stufetta con un lungo tubo che esce dai vetri della finestra opacata; ne cura la combustione e ama il dolce tepore che emana, è uno dei suoi passatempi preferiti. Una notte viene svegliato da due guardie che hanno portato le loro donnine a vedere il famoso Ciano in cella come fosse un animale raro dello zoo; questa e tante altre umiliazioni ferirono il carattere assai emotivo e ipersensibile di Galeazzo, tenendolo in uno stato continuo di abbattimento e afflizione. La cella era la sua alcova, in cui mentalmente si sentiva protetto tra quei muri dalla realtà turbolenta del di fuori; i pasti gli venivano preparati da un noto ristorante di Verona.
Mille pensieri attraversavano la mente di Galeazzo e il capolinea di essi erano sempre le lacrime per i tre figli che ora vivevano senza di lui. Poi si ritrovava nell'autocommiserazione a singhiozzare in silenzio ma rapidamente si ricomponeva per non farsi beccare in quello stato. Lo consolava la promessa di una liberazione forzata a cui anelava con tutte le sue speranze, un po' come quella di Mussolini sul Gran Sasso, giurando e spergiurando a se stesso che mai e poi mai sarebbe rientrato in politica in futuro. Il pensiero di un processo da affrontare lo mandava in deliquio.
Edda nel frattempo riuscì a farsi ricevere dal Führer per perorare la causa del marito. Davanti a lui, presenti anche gli sbigottiti Himmler e il ministro per la propaganda Joseph Goebbels, disse senza mezzi termini che oramai era notorio che la guerra fosse perduta (e questo già dal 1943) e che praticamente giustiziare Galeazzo per una guerra persa aveva poco senso. Arrivò anche a offrire a Hitler i famosi diari accennando a grandi guadagni per i diritti d'autore, cosa che fece inorridire Goebbels come poi annotò nei suoi diari. Certamente Edda fu salvata dal cognome che portava se non fece la fine di Mafalda di Savoia. Dopo il colloquio, ci si può giurare, Hitler ebbe un attacco di collera isterica, cosa che di certo non aiutò la condizione di Ciano.
In passato Edda e Galeazzo avevano preso in considerazione che il loro matrimonio era fallito; come già detto molti tradimenti da ambo le parti lo comprovavano. Nello spirito complice della coppia razionale e anticonformista che tanto piaceva a Galeazzo e a Edda, ne avevano discusso e parlato ed erano arrivati alla conclusione che divorziare non potevano, né legalmente, né per motivi di immagine politica e d'altronde i figli erano ancora piccoli. Erano arrivati alla conclusione di uno status di lealtà e di buona amicizia che permetteva loro di tirare avanti la famiglia e di essere svincolati: due ottimi amici era il loro nuovo ruolo reciproco.
Nei pochi colloqui in carcere Ciano vede Edda: Galeazzo la vede buttarsi anima e corpo per salvarlo. Alla domanda: "Edda fai questo solo per amicizia?" gli occhi di Edda gli risposero. Tornò in cella e si mise a piangere, distrutto, commosso; in quel supremo momento di vita, forse per la prima volta si era accorto cosa significasse amare e cosa fosse il vero amore. Amare disperatamente ad un passo dalla morte è qualcosa che avvicina a Dio e di molto; Galeazzo lo provò in cuor suo. Tra le vicende che sbalordirono Ciano in quel periodo, ci fu quella del suo amico Alessandro Pavolini; Alessandro toscanaccio come lui, era da Galeazzo soprannominato "Buzzino" per il suo carattere chiuso, timido e riservato.
Certamente non sarebbe arrivato dove era arrivato senza le spinte del suo potente amico Ciano e ora che lui era caduto in disgrazia vedeva il suo ex amico trasformato in un fanatico e spietato nemico che voleva la sua testa a tutti i costi. Evidentemente non era mai stato un amico ma solo interessato. L'unica parentesi forse bella era la presenza di Felicitas Beetz, una ragazza tedesca poco più che ventenne, comparsa a Monaco di Baviera e che seguiva Ciano per accaparrarsi i suoi preziosi diari. Sicuramente era inviata dalla coppia Himmler - Kaltenbrunner, quelli che Ciano definiva "il gatto e la volpe" della politica nazista, sempre intenti a confabulare e a coprirsi le loro atroci malefatte. Frau Beetz sicuramente fu scelta apposta perché parlava italiano fluente ma anche per i suoi begli occhi azzurri. Frau Beetz non era bellissima, ma a Galeazzo sembrò un angelo inviato dalla Provvidenza, che lo aiutò non poco, sia moralmente che praticamente.
Fu lei e solo lei che riuscì a sollevare il morale di Ciano con la promessa di riuscire a inviarlo in un paese neutrale in cambio dei suoi diari. Ciano le diceva spesso che a guerra finita avrebbe inviato una cartolina da dove stava rifugiato a "Frau Beetz - Berlin", come per dire che si sarebbe ricordato di lei per sempre. E lei s'innamorò di quell'uomo tanto triste e vicino alla morte, così romantico e gentile nei modi e nel profondo, straordinariamente mite. Rischiò per lui la vita stessa per aiutarlo e mai lo tradì. Si dice che diventò la sua amante ma la cosa è improbabile a dispetto delle numerose voci in merito; Galeazzo la vedeva più come un'amica e forse una figlia visti i numerosi anni di differenza tra lui e lei. Le voleva bene davvero e si fidava di lei ciecamente ma questa volta il suo cuore era tutto per Edda che non voleva più tradire.
Hitler fu informato dell'Operazione Conte per far evadere Ciano e il piano crollò. Fu il preludio della fine di Galeazzo Ciano. Ora niente più si frapponeva tra lui e il processo, quella farsa che passerà alla storia come il processo di Verona. Le autorità volevano sbrigarsi: processo, sentenza ed esecuzione della condanna a morte tutto d'un colpo. Naturalmente non volevano fare pressione eccessiva su Ciano perché temevano che messo alle strette avrebbe parlato di cose troppo scomode come, ad esempio, dell'Olocausto, di cui era bene informato. Edda cercò furiosamente di far graziare Ciano dal padre; arrivò a minacciarlo, di divulgare pubblicamente certe sue notizie, lo disprezzò e lo insultò oltre ogni limite e poi lo abbandonò portandosi via i figli; non lo rivide mai più.
E arrivò il giorno del processo. Nel tetro e immenso salone dove si svolgeva, la luce faceva fatica a illuminare la scena, un enorme fascio repubblicano troneggiava sulla sala; ora la scure si trovava nella sommità delle verghe, quasi a voler accentuare un testardo rinnovamento sugli errori del passato come lo sciagurato connubio con la monarchia. Galeazzo era seduto su una sedia con il cappello appoggiato sul pomello dello schienale, in una posa che sembrava più adatta a un convivio bucolico che a un processo: era la sua forma di disprezzare quanto gli avveniva intorno. Guardava il soffitto a cassettoni come era solito fare di fronte a quelle cose antiche che tanto accendevano la sua curiosità. Giudicava il tutto una buffonata con la sentenza già scontatissima: il processo lo facevano più per loro che per gli altri imputati.
Nei pochi appunti che riuscì a far uscire dal carcere, così lo descrive: "Sembrava che le tombe del cimitero del fascismo, nella turpe notte, avessero vomitato fuori i cadaveri redivivi di questi esseri che ora sbraitavano, urlavano volgarissime minacce con un odio senza limiti.... minacce che avrebbero messo in pratica se la mia persona non fosse stata prontamente protetta... una mischia di criminali miserabili quanto sanguinari... se dopo vent'anni e più il fascismo ha portato anche a questo, certamente è stato la sciagura d'Italia... No, non posso pentirmi in cuor mio di quello che ho fatto...". E la sentenza arrivò, implacabile: a poco più di quarant'anni si concludeva l'astro di giovane che, da enfant prodige della diplomazia europea, si era ridotto a diventare uno degli uomini più odiati d'Italia, se non d'Europa.